# El Hombre (Sin City)
El Hombre (a veces llamado El coronel) es un personaje ficticio de la novela gráfica Sin City de Frank Miller. En la película de 2005 está interpretado por Josh Hartnett.

## Biografía ficticia
Es el responsable de matar a sus víctimas de acuerdo a la solicitud del patrocinador. Simplemente contacta a pagar y sigue siendo para él un tiro en el corazón del "suicidio". No puede trabajar para nadie a priori, como la policía y la mafia.

## Apariciones en cómics
- The Customer Is Always Right (1999)
- Hell and Back (2000)

## Cine
- (2005) Sin City interpretado por Josh Hartnett.